# Валютна політика
Валю́тна полі́тика — сукупність організаційно-правових та економічних заходів у сфері міжнародних валютних відносин, спрямованих на досягнення визначених державою цілей.
Функціонування валют у міжнародному обороті зумовлює виникнення і розвиток відповідних валютних відносин. Валютні відносини – це економічні відносини, пов’язані з використанням національних валют у світовому господарстві при обміні результатами праці національних економік, а також використання іноземних валют на території окремої країни. Валютні відносини охоплюють усі грошові аспекти зовнішньоекономічної діяльності. Всі суб’єкти економічних відносин, які так чи інакше використовують валюту у своїх операціях, є суб’єктами валютних відносин.

## Завдання
Необхідність державного регулювання валютних відносин визначається такими основними потребами:
- забезпечення сприятливих зовнішньоекономічних умов для відтворювальних процесів у країні;
- оптимізація участі суб’єктів господарювання країни у міжнародному розподілі праці;
- формування ефективного механізму функціонування і розвитку внутрішнього валютного ринку, недопущення недобросовісної конкуренції його суб’єктів та уникнення фінансових криз;
- гарантування безпеки господарської діяльності і захисту економічного суверенітету та інтересів держави на зовнішніх ринках, включаючи валютні;
- забезпечення макроекономічної та фінансової стабільності в країні як основи зростання економіки.

Сукупність цих потреб визначає необхідність впливу держави на систему валютних відносин у країні, що власне і є валютною політикою. Її головне завдання – це забезпечення ефективного функціонування валютних відносин.
Валютна політика – це сукупність здійснюваних державою економічних, організаційних та правових заходів у сфері валютних відносин з метою реалізації стратегічних завдань розвитку національної економіки.

## Інструменти
Економічні заходи полягають у використанні тих чи інших інструментів і важелів впливу, які визначають економічну мотивацію поведінки суб’єктів валютних відносин.
Правові заходи охоплюють юридичне оформлення валютної політики у вигляді відповідного валютного законодавства країни, а також укладених міжнародних угод, предметом яких є регулювання валютних відносин.
Організаційні заходи передбачають конкретну діяльність відповідних державних інституцій із реалізації валютної політики у вигляді підготовки, прийняття і контролю за реалізацією певних рішень з валютних відносин.
Таким чином, валютна політика є невід’ємною складовою державної економічної політики і за своїми цілями та пріоритетами має бути тісно пов’язана з нею. 
Елементи валютної політики визначають спрямованість регулятивного впливу держави у валютній сфері економічних відносин. 
Власне, вплив держави на всю систему валютних відносин і становить головний зміст валютної політики.